# Нойталь
Нойталь (нем. Neutal) — коммуна (нем. Gemeinde) в Австрии, в федеральной земле Бургенланд. 
Входит в состав округа Оберпуллендорф.  Население составляет 1032 человека (на 31 декабря 2005 года). Занимает площадь 11,6 км². Официальный код  —  10814.

## Политическая ситуация
Бургомистр коммуны — Эрих Труммер (СДПА) по результатам выборов 2007 года.
Совет представителей коммуны (нем. Gemeinderat) состоит из 19 мест.
- СДПА занимает 15 мест.
- АНП занимает 4 места.